# Droga krajowa B407 (Niemcy)
Droga krajowa 407 (Bundesstraße 407, B 407) – niemiecka droga krajowa przebiegająca na osi wschód - zachód, od granicy z Luksemburgiem koło Perl w Saarze przez Saarburg do skrzyżowania z drogą B327 koło Abtei w Nadrenii-Palatynacie.